# しそ巻き
しそ巻（しそまき）は、特に遠州と東北地方で盛んに食されるおかずの1つである。

## 概要

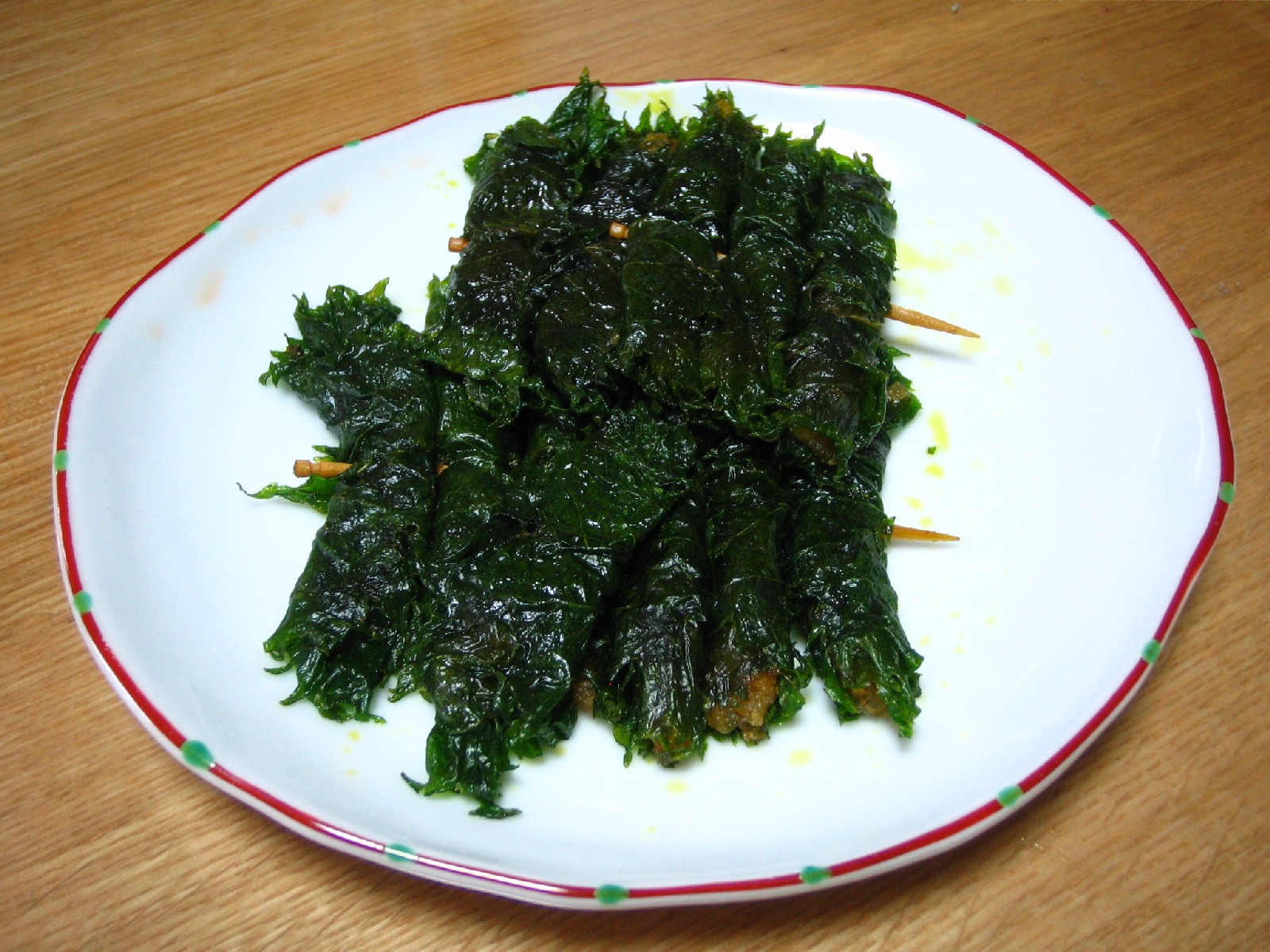
東北地方で見られる「しそ巻」

味噌をシソで巻き、油で揚げたり焼いたりしたものを言い、主に遠州地方（静岡県西部地方）および福島県、宮城県、岩手県などの東北地方で作られているが西南地方では焼鳥屋に豚肉でシソを巻くしそ巻きがある。
遠州地方の「しそ巻」は、青ジソで巻いて揚げたもの以外に赤ジソで巻いて焼いたもの、煮たシソ葉で味噌を包んだものなどがあり、加工方法が多彩である。
東北地方で食されている「しそ巻」は青ジソで巻いて揚げたり焼いたりしたものが一般的である。宮城県の調理例ではごまやクルミを混ぜ込んだ仙台味噌を青ジソで巻き、油で揚げるものがある。
味噌の嗜好性は遠州地方の「しそ巻」はどちらかというと味噌の風味が残り、東北地方のものはクルミや小麦粉を味噌に混ぜるため、食感がやや固めとなる傾向がある。味付けは甘めのもの、甘辛いもの、辛めのもの、ピーナツ入り、梅入り、ゴマ入りなどさまざまである。
おかず以外におつまみやお茶請けにも利用されている。
シソも味噌も庶民の身近な食べ物として素朴でありながら滋養分に富んだ食品として愛されている。